# Heterocallia deformis
Heterocallia deformis là một loài bướm đêm trong họ Geometridae.